# Municipio Xalatlaco
Koordinaten: 19° 10′ N, 99° 23′ W
Xalatlaco ist ein Municipio im mexikanischen Bundesstaat México. Die Gemeinde hatte im Jahr 2010 26.865 Einwohner, ihre Fläche beträgt 117,1 km².
Verwaltungssitz und größter der 19 Orte des Municipios ist das gleichnamige Xalatlaco. Weitere Orte mit zumindest 1000 Einwohnern sind Mezapa la Fábrica, El Águila, San Juan Tomasquillo Herradura, Techichili und Morelos.

## Geographie
Xalatlaco liegt im Osten des westlichen Teils des Bundesstaates México zwischen 2600 m und 3800 m Höhe in einer von Kratern inaktiver Vulkane gekennzeichneten Region des Hochtals von Mexiko, etwa 32 km südöstlich von Toluca de Lerdo. Je etwa 40 % der Gemeindefläche dienen dem Ackerbau bzw. sind bewaldet.
Das Municipio Xalatlaco grenzt an die Municipios Tianguistenco und Ocoyoacac sowie an den Bundesstaat Morelos und an den Bundesdistrikt Mexiko-Stadt.